# Almost cut my hair
Almost cut my hair is een nummer van Crosby, Stills, Nash & Young dat werd geschreven door David Crosby. Het verscheen in Nederland en België in 1971 op single met Helpless op de B-kant. Het verscheen hetzelfde jaar op het album Déjà vu. In 1991 verscheen een langere versie op de dubbel-cd Crosby, Stills & Nash.
In Nederland stond de plaat destijds drie weken genoteerd in de Tipparade van Radio Veronica en drong niet door tot de Nederlandse Top 40. Ook de Hilversum 3 Top 30 werd niet bereikt.
In België behaalde de plaat géén notering in zowel de beide Vlaamse hitlijsten als de Waalse hitlijst.
Sinds de allereerste editie in december 1999, staat de plaat genoteerd in de jaarlijkse  NPO Radio 2 Top 2000 van de Nederlandse publieke radiozender NPO Radio 2.
Crosby schreef het nummer op de avond dat Robert Kennedy werd vermoord en drukt er op eigen wijze zijn gevoel van wanhoop in uit en van "increasing paranoia". Letterlijk zingt hij dat hij uit vertwijfeling bijna zijn lange haar had afgeknipt. In het lied gebruikt Crosby de term Freak flag ("I feel like letting my freak flag fly") voor zijn afwijkende eigenheid, een term die ook werd gebruikt door Jimi Hendrix in If six was nine ("I'm gonna wave my freak flag high, high!").
Almost cut my hair werd aanvankelijk door Stephen Stills te licht bevonden, maar na het krachtige gitaararrangement van Neil Young alsnog goedgekeurd voor opname. Uiteindelijk zou het Crosby's bekendste compositie worden.
Het nummer werd enkele malen gecoverd, zoals op de albums van Dayglo Abortions (Two dogs fucking, 1991), Fareed Haque (Déjà vu, 1997), Queensrÿche (Take cover, 2007) en Rangzen (Live, 2008).

## NPO Radio 2 Top 2000
| Nummer met noteringen in de NPO Radio 2 Top 2000 | '99 | '00 | '01 | '02 | '03 | '04 | '05 | '06 | '07 | '08 | '09 | '10 | '11 | '12 | '13 | '14 | '15 | '16 | '17 | '18 | '19 | '20 | '21  | '22  | '23 | '24  |
| ------------------------------------------------ | --- | --- | --- | --- | --- | --- | --- | --- | --- | --- | --- | --- | --- | --- | --- | --- | --- | --- | --- | --- | --- | --- | ---- | ---- | --- | ---- |
| Almost cut my hair                               | 283 | -   | 157 | 249 | 297 | 317 | 643 | 213 | 277 | 276 | 261 | 257 | 352 | 414 | 378 | 509 | 562 | 456 | 561 | 731 | 800 | 903 | 1018 | 1079 | 972 | 1220 |

1. ↑  Een '-' betekent dat het nummer niet was genoteerd en een vetgedrukt getal geeft de hoogste notering aan.